# Salmo 23 (canção)
"Salmo 23" é uma canção lançada pelo cantor e compositor brasileiro André Valadão, como single do álbum Fortaleza, lançado pela Som Livre. A música foi apresentada no dia 21 de janeiro de 2013, durante o "Culto Fé", evento realizado por André todas as terças-feiras na Igreja Batista da Lagoinha, em Belo Horizonte.

## Lista de faixas
| N.º | Título     | Duração |  |
| 1.  | "Salmo 23" | 4:21    |  |

## Paradas
| Paradas (2013)            | Melhor posição |
| ------------------------- | -------------- |
| Brasil (Billboard Gospel) | 25             |